# نورالاسلام بابل
نورالاسلام بابل (بنگالی: নুরুল ইসলাম বাবুল؛ ۳ مهٔ ۱۹۴۶ – ۱۳ ژوئیهٔ ۲۰۲۰) کارآفرین اهل بنگلادش بود، که در سال ۱۹۷۴ گروه جمنا را تأسیس کرد.